# كانداس أوينز
كانداس آمبر أوينز فارمر (بالإنجليزية: Candace Owens) (ولدت في 29 أبريل 1989)، هي مذيعة محافِظة وناشطة سياسية أمريكية. أصبحت أوينز، التي كانت تنتقد في البداية ترامب والحزب الجمهوري، معروفةً بنشاطها المناصر لترامب بازدياد، بالإضافة إلى انتقادها لحركة حياة السود مهمة والحزب الديمقراطي. عملت لصالح مجموعة الترويج للتيار المحافظ تي بّي يو إس إيه (تورنينغ بوينت الولايات المتحدة الأمريكية) بين عامي 2017 و2019 بصفتها مديرة التواصل في المجموعة.

## طفولتها وتعليمها
تربت أوينز مع إخوتها في ستامفورد في ولاية كونيتيكت، رباها جداها من عمر نحو 11 أو 12 سنة، عقب طلاق والديها. كانت الثالثة من بين أربعة أطفال. قالت إن جدها من جهة أبيها روبرت أوينز وُلد في كارولاينا الشمالية. هي خريجة ثانوية ستامفورد.
في عام 2007، حين كانت في المراحل الأخيرة من تعليمها الثانوي بعمر 17 عامًا، قالت أوينز إنها نالت ثلاث رسائل صوتية عنصرية تهددها بالقتل، مجموع مدتها دقيقتان، وجرى تتبع مصدرها إلى سيارة كان فيها ابن العمدة دانل مالوي ذو الأربعة عشر عامًا آنذاك. استمع جوشوا ستار -الذي كان عندها مدير مدارس المدينة- إلى رسائل البريد الصوتي تلك وقال إنها كانت «مريعة». قاضت عائلة أوينز مجلس التعليم في ستامفورد في المحكمة الفدرالية، مدعين بأن المدينة لم تحمِ حقوقها، ما أسفر عن تسوية بقيمة 37,500 دولارًا في يناير من عام 2008.
سجلت أوينز للحصول على شهادة جامعية في الصحافة من جامعة رود آيلند. غادرت بعد سنتها التخضيرية بسبب مشكلة في قرضها الطلابي.
بعدها، عملت متدربةً لصالح مجلة فوغ في نيويورك. في عام 2012، حصلت على وظيفة مساعدة إدارية لشركة إدارة أسهم خاصة في مانهاتن في ولاية نيويورك، ثم ترقت لتشغل منصب نائب رئيس الإدارة.

## بداية مسيرتها المهنية

### ديغري180 والمدونة ضد المحافظين
في عام 2015، كانت أوينز الرئيسة التنفيذية لديغري180، وهي وكالة تسويق توفر خدمات استشارات، وإنتاج، وتخطيط. تضمن الموقع الإلكتروني مدونةً كانت تنشر باستمرار محتوى مضادًا للمحافظين ولدونالد ترامب، يتضمن سخريةً من حجم قضيبه. في ركن كتبته أوينز في عام 2015 على الموقع، انتقدت الجمهوريين المحافظين، كاتبةً عن «القدماء المجانين المتحجرين في حفلات الشاي الخاصة بالجمهوريين» مضيفةً: «الجيد أنهم سيموتون في النهاية (بسلام في نومهم، كما نأمل)، ثم يمكننا مباشرة التغييرات الاجتماعية الواضحة التي يجب أن تحدث، فورًا».

### انتهاك الخصوصية، جدل غيمرغيت، والتحول السياسي
أطلقت أوينز موقع SocialAutopsy.com في عام 2016، وهو موقع قالت إنه سيفضح المتنمرين على الإنترنت عن طريق تتبع بصماتهم الرقمية. كان الموقع يسهل للناس أخذ لقطات للشاشة للمنشورات المسيئة وإرسالها إلى الموقع، حيث تصنف حسب اسم المستخدم. استخدمت نظام تمويل الجماهير على كيكستارتر لأجل موقعها.
كان الاقتراح جدليًّا منذ البداية، جاذبًا انتقادات لأوينز بأنها كانت تزيل مجهولية مستخدمي الإنترنت (استقاء معلومات شخصية) منتهكةً خصوصياتهم. وفق مجلة ذا ديلي دوت: «سارع الناس من كل أطراف النقاش الدائر حول مكافحة المضايقة إلى انتقاد قاعدة البيانات، واصفينها بأنها لائحة إذلال علني تشجع على استقاء المعلومات الشخصية والمضايقة الثأرية». أدان كل من المحافظين والتقدميين المشاركين في جدل غيمرغيت الموقع.
ردًّا على ذلك، بدأ الناس بنشر معلومات أوينز الشخصية على الإنترنت. لامت أوينز، بأدلة ناقصة، التقدميين المشاركين في جدل غيمرغيت على استقاء المعلومات الشخصية. بعد ذلك، نالت دعم المحافظين المشاركين في جدل غيمرغيت، ومن بينهم المعلقان السياسيان اليمينيان والداعمان لترامب ميلو يانوبولوس ومايك سيرنوفيتش. بعد ذلك، أصبحت أوينز محافظةً، قائلةً في عام 2017: «أصبحت محافظةً بين ليلةٍ وضحاها... أدركت أن الليبراليين كانوا في الحقيقة هم العنصريين. كان الليبراليون هم الذين ينشرون منشورات استفزازية على الإنترنت... سوشال أوتوبسي هو سبب كوني محافظةً».
أوقفت منصة كيكستارتر تمويل سوشال أوتوبسي، ولم ينشأ الموقع قط.

## نشاطها السياسي المحافظ
بحلول عام 2017، كانت أوينز قد أصبحت معروفةً في دوائر المحافظين بسبب تعليقاتها المناصرة لترامب، ولانتقادها الخطاب الليبرالي فيما يخص العنصرية البنيوية، واللامساواة المنهجية، وسياسات الهوية. في عام 2017، بدأت بنشر فيديوهات ذات مواضيع سياسية على يوتيوب. في سبتمبر 2017، أطلقت ريد بّيل بلاك، وهو موقع وقناة يوتيوب يروج لتيار المحافظين لدى ذوي البشرة السوداء في الولايات المتحدة الأمريكية.
في 21 نوفمبر 2017، في تجمع ومعرض ماغا (اجعلوا أمريكا عظيمةً من جديد) في روكفورد في ولاية إيلينوي، أعلن مؤسس تي بّي يو إس إيه تشارلي كيرك أن أوينز بدأت العمل مديرةً للمشاركة المدنية في المنظمة. حدث توظيف تي بّي يو إس إيه في صحوة ادعاءات العنصرية في المنظمة نفسها. في مايو 2019، أعلنت أوينز مغادرتها لمنصب مديرة التواصل في المنظمة.
غرد كانييه ويست في أبريل 2018 قائلًا: «أحب الطريقة التي تفكر بها كانداس أوينز». لاقت التغريدة سخريةً من بعض جماهير كانييه ويست. في مايو 2018، قال الرئيس دونالد ترامب إن أوينز «لها تأثير كبير على السياسة في بلدنا. هي تمثل مجموعة دائمة التوسع من «المفكرين» الأذكياء جدًّا ومن الرائع مشاهدة وسماع الحوار القائم.... لذا أحسنت بلدنا!». سجلت نفسها في الحزب الجمهوري في عام 2018، بعد جلسات الاستماع التي تبعت ترشيح بريت كافانو لمنصب قاضٍ في المحكمة العليا. اعترضت على ما اصطلحت على تسميته «الشنق الاجتماعي» لكافانو، على أساس أن «تصديق النساء» كان سبب «شنق أجدادنا»، حسب ما قالت لصحفي من مجلة فيلادلفيا. «لا أدلة، ولكن صدقوا كل النساء».
ظهرت أوينز على مواقع لنظريات المؤامرة كإنفو وورز. في عام 2018، كانت ضيفةً مقدمةً على شبكة فوكس الإخبارية. وبدأت النأي بنفسها عن مواقع المؤامرة اليمينية المتطرفة، رغم رفضها انتقاد إنفو وورز ومقدميه.
في مايو 2018، اقترحت أوينز أن شيئَا يحدث بيوكيميائيًّا «للنساء اللواتي لا يتزوجن أو ينجبن الأطفال، ووضعت روابط لصفحات تويتر التابعة لكل من ساره سيلفرمان، وتشيلسي هاندلر، وكيثي غريفين، قائلةً إنها «تدعم بالأدلة» هذه النظرية. أجابت سيلفرمان: «يبدو لي أنك بتغريدك لهذا، تودين لو تجعليننا ربما نشعر بسوء. قد أقول إن ما يدل على هذا هو جهدك المبذول في الإشارة لنا على تويتر كي نرى. قلبي يتحطم لأجلك، يا حلوة. آمل أن تجدي السعادة بأي شكل تكون عليه». استجابت أوينز، متهمةً سيلفرمان بأنها تدعم الإرهابيين والعصابات الإجرامية.
تقدم أوينز ذا كانداس أوينز شو على قناة يوتيوب التابعة لمنظمة جامعة بّريغر.
في أبريل 2020، أعلنت أوينز عن نيتها إما للترشح لمقعد في مجلس الشيوخ الأمريكي أو لتصبح حاكمةً، وأنها ستترشح فقط ضد ديمقراطي يشغل المنصب، وليس ضد جمهوري. لم تكشف أي مكتب بالتحديد تنوي الترشح له، أو في أي دورة انتخابية.

### حركة بليكزيت
في أواخر عام 2018، أطلقت أوينز حركة بليكزيت، وهي حملة وسائل تواصل اجتماعي لتشجيع الأمريكيين من أصول أفريقية (بالإضافة إلى اللاتينيين والأقليات الأخرى) على ترك الحزب الديمقراطي والتسجيل في الجمهوري. حينذاك، كان 8% من الأمريكيين من أصول أفريقية يعرفون عن أنفسهم بأنهم جمهوريون. مصطلح بليكزيت -وهو نحت لكلمة أسود بالإنجليزية Black وخروج exit- يحاكي مصطلح بريكزيت المستخدم لوصف انسحاب المملكة المتحدة من الاتحاد الأوروبي. قالت أوينز عند التدشين في أكتوبر 2018 إن «صديقها العزيز والبطل الخارق الزميل كانييه ويست» صمم بضاعة خاصة للحركة، ولكن في اليوم التالي نفى كانييه ويست كونه المصمم، وتنصل من الجهد، قائلًا: «لم أرغب يومًا بأي ارتباط مع حركة بليكزيت... وجرى استغلالي لنشر رسائل لا أؤمن بها».

## وصلات خارجية
- كانداس أوينز على موقع IMDb (الإنجليزية)
- كانداس أوينز على موقع قاعدة بيانات الفيلم (الإنجليزية)